# RanXerox
RanXerox is een Italiaanse sciencefiction graphic novel-serie bedacht door Stefano Tamburini en Tanino Liberatore. Na de eerste twee verhalen voegde Alain Chabat zich ook bij het team. De verhalen werden voor het eerst gepubliceerd in 1978 in het tijdschrift Cannibale, waar de twee bedenkers al vaker voor hadden gewerkt.
De titel van de strip was aanvankelijk Rank Xerox, maar na een rechtszaak door Rank Xerox vanwege het auteursrecht op deze naam werd de titel gewijzigd naar "RanXerox". Onder deze titel werd de strip onder andere gepubliceerd in het tijdschrift Frigidaire.

## Plot
De serie draait om RanXerox, een robot gemaakt uit onderdelen van een Xerox-kopieerapparaat. Hij is eigendom van een jonge vrouw genaamd Lubna, voor wie hij een grote liefde koestert. Hij doet dan ook alles om haar te beschermen en haar drugsverslaving te ondersteunen. De strip toont tevens een grimmige toekomst van de wereld.